# Sanchey
Sanchey és un municipi francès, situat al departament dels Vosges i a la regió del Gran Est. L'any 2007 tenia 776 habitants.

## Demografia

### Població
El 2007 la població de fet de Sanchey era de 776 persones. Hi havia 311 famílies, de les quals 63 eren unipersonals (20 homes vivint sols i 43 dones vivint soles), 118 parelles sense fills, 118 parelles amb fills i 12 famílies monoparentals amb fills.
La població ha evolucionat segons el següent gràfic:
Habitants censats

### Habitatges
El 2007 hi havia 425 habitatges, 310 eren l'habitatge principal de la família, 94 eren segones residències i 21 estaven desocupats. 407 eren cases i 14 eren apartaments. Dels 310 habitatges principals, 281 estaven ocupats pels seus propietaris, 27 estaven llogats i ocupats pels llogaters i 2 estaven cedits a títol gratuït; 1 tenia una cambra, 15 en tenien dues, 32 en tenien tres, 72 en tenien quatre i 190 en tenien cinc o més. 258 habitatges disposaven pel capbaix d'una plaça de pàrquing. A 114 habitatges hi havia un automòbil i a 184 n'hi havia dos o més.

### Piràmide de població
La piràmide de població per edats i sexe el 2009 era:
| Homes | Edats   | Dones |
| ----- | ------- | ----- |
| 0     | 95 o +  | 4     |
| 0     | 90 a 94 | 0     |
| 4     | 85 a 89 | 4     |
| 0     | 80 a 84 | 0     |
| 12    | 75 a 79 | 8     |
| 8     | 70 a 74 | 12    |
| 8     | 65 a 69 | 4     |
| 8     | 60 a 64 | 16    |
| 20    | 55 a 59 | 8     |
| 28    | 50 a 54 | 36    |
| 56    | 45 a 49 | 28    |
| 28    | 40 a 44 | 36    |
| 44    | 35 a 39 | 28    |
| 12    | 30 a 34 | 32    |
| 20    | 25 a 29 | 8     |
| 25    | 20 a 24 | 0     |
| 40    | 15 a 19 | 24    |
| 36    | 10 a 14 | 24    |
| 24    | 5 a 9   | 24    |
| 20    | 0 a 4   | 4     |

## Economia
El 2007 la població en edat de treballar era de 554 persones, 415 eren actives i 139 eren inactives. De les 415 persones actives 394 estaven ocupades (211 homes i 183 dones) i 22 estaven aturades (11 homes i 11 dones). De les 139 persones inactives 77 estaven jubilades, 37 estaven estudiant i 25 estaven classificades com a «altres inactius».

### Ingressos
El 2009 a Sanchey hi havia 324 unitats fiscals que integraven 836,5 persones, la mediana anual d'ingressos fiscals per persona era de 21.371 €.

### Activitats econòmiques
Dels 20 establiments que hi havia el 2007, 1 era d'una empresa de fabricació de material elèctric, 9 d'empreses de construcció, 3 d'empreses de comerç i reparació d'automòbils, 1 d'una empresa de transport, 5 d'empreses d'hostatgeria i restauració i 1 d'una entitat de l'administració pública.
Dels 10 establiments de servei als particulars que hi havia el 2009, 1 era un paleta, 1 guixaire pintor, 4 lampisteries i 4 restaurants.
L'únic establiment comercial que hi havia el 2009 era una botiga de menys de 120 m².

## Equipaments sanitaris i escolars
El 2009 hi havia 1 escola maternal integrada dins d'un grup escolar amb les comunes properes formant una escola dispersa i 1 escola elemental integrada dins d'un grup escolar amb les comunes properes formant una escola dispersa.

## Poblacions més properes
El següent diagrama mostra les poblacions més properes.